# Morgantown (Indiana)
Morgantown és una població dels Estats Units a l'estat d'Indiana. Segons el cens del 2000 tenia 964 habitants.

## Demografia
Segons el cens del 2000, Morgantown tenia 964 habitants, 366 habitatges, i 259 famílies. La densitat de població era de 979,5 habitants/km².
Dels 366 habitatges en un 34,4% hi vivien nens de menys de 18 anys, en un 57,4% hi vivien parelles casades, en un 10,9% dones solteres, i en un 29,2% no eren unitats familiars. En el 26,2% dels habitatges hi vivien persones soles el 13,4% de les quals corresponia a persones de 65 anys o més que vivien soles. El nombre mitjà de persones vivint en cada habitatge era de 2,51 i el nombre mitjà de persones que vivien en cada família era de 3,05.
Per edats la població es repartia de la següent manera: un 25,6% tenia menys de 18 anys, un 7,7% entre 18 i 24, un 29,1% entre 25 i 44, un 20,6% de 45 a 60 i un 16,9% 65 anys o més.
L'edat mediana era de 35 anys. Per cada 100 dones de 18 o més anys hi havia 80,2 homes.
La renda mediana per habitatge era de 33.158 $ i la renda mediana per família de 45.385 $. Els homes tenien una renda mediana de 31.066 $ mentre que les dones 23.068 $. La renda per capita de la població era de 17.504 $. Entorn del 2,2% de les famílies i el 8,3% de la població estaven per davall del llindar de pobresa.

## Poblacions més properes
El següent diagrama mostra les poblacions més properes.